# Пологи (місто)
Поло́ги — місто в Запорізькій області України, адміністративний і культурний центр Пологівського району. Населення міста — 18,1 тис. осіб (2022).

## Географія
Місто розташоване в основному на лівому березі річки Конка, вище за течією примикає село Воскресенка, нижче за течією примикає село Інженерне, на протилежному березі — село Пологи.

## Історія
Виникло наприкінці XIX століття, під час спорудження залізниці, яка з'єднувала морський порт Бердянська з Донбасом і Харковом.
Спочатку, у 1887 році, виник грабарський пункт. З 1890 року, між ним і річкою Конка з'явилося кілька будинків, у яких проживали будівельники та працівники залізниці. З 1894 року тут вже почали працювати ремонтні залізничні майстерні і було побудовано залізничну станцію Пологи.
Назва «Пологи» у багатьох місцях означає «степова западина», «пологі рівнини», "пологі місцевості, «рівнинні луки та сіножаті», але, ймовірніше, що назва пішла від однойменних сіл Пологи-Вергуни, Пологи-Яненки, Пологи-Чобітки Київської губернії, звідки прибули перші переселенці наприкінці 1790-х рр. У 1887 році, під час будівництва залізничної лінії Катеринослав — Бердянськ, було засновано село, яке пізніше злилося зі слободою Нові Пологи, що розташоване за 3 км. Працьовите село ввійшло до складу Олександрівського повіту Катеринославської губернії і було названо Пологи.
1904 року станція Пологи стала найважливим залізничним вузлом, було відкрито рух поїздів за маршрутом Катеринослав — Бердянськ, Олександрівськ — Волноваха.
1905 року на станції Пологи збудували нове локомотивне депо, діяло кілька шевських і швейних майстерень, близько десятка магазинів і шинків. Пологівці брали участь у революційних подіях 1905 року, на залізничній станції та майже в кожному населеному пункті виникали соціал-демократичні гуртки, проходили страйки. Напередодні Жовтневого перевороту 1917 року в невеликий амбулаторії працював один фельдшер і діяла одна аптека. На початку XX століття була відкрита початкова, а потім — церковно-парафіяльна школа.
1923 року був утворений Пологівський район, а з 1933 року село Пологи було перейменоване на Чубарівку — на честь першого голови українського уряду Власа Чубаря і віднесено до категорії селище міського типу. У 1937 році селище міського типу Чубарівка знову було перейменоване в Пологи і отримало статус міста.
У селищі Пологи діяв цегельний завод, локомотивне депо, 2 млини, олійниці. Створюється машинно-тракторна станція, яка вже в перший рік свого існування мала 24 трактори, 5 автомашин, 6 молотарок.
У 1930-ті роки у селищі діяло дві семирічні та три початкові школи, у яких працювало 48 педагогів та навчались 820 учнів. З 1931 року почало діяти ремісниче училище (надалі СПТУ № 13), у якому готували кадри для роботи на залізниці. Центром культурного життя були клуб залізничників, клуб колективіста на 300 місць, народний будинок культури із залом для глядачів на 600 місць. Районна бібліотека володіла 12-тисячним книжковим фондом і обслуговувала за рік близько 2,5 тисячі читачів. Про здоров'я населення піклувалася залізнична лікарня на 50 ліжок, дитяча консультація, діяв ветеринарний пункт.
20 травня 1934 року центр Чубарівського району перенесено до селища Гуляйполе, та вже 17 лютого 1935 року знову повернуто до Чубарівки. У грудні 1938 року селище міського типу Чубарівка віднесено до категорії міст районного підпорядкування і водночас йому було повернуто стару назву — Пологи (Пологівський район).
5 жовтня 1941 року радянські війська відійшли з міста. Під час німецько-радянської війни було зруйновано залізничний вузол, завод «Коагулянт», каоліновий рудник, маслозавод, млин, школи, лікарні, будинок культури, адміністративні і житлові будинки. За роки війни було знищено 700 жителів (у тому числі 165 дітей). На каторжні роботи до Німеччини було вивезено близько тисячі молодих людей. Більше тисячі пологівців не повернулися з фронту.
За мужність і героїзм сотні пологівців були нагороджені орденами і медалями. Двом пологівцям присвоєні звання Героя Радянського Союзу: помічнику машиніста паровоза Швею Якову Яковичу і понтонеру 5-го окремого понтонно-мостового полку 65-ї армії Чеберку Івану Івановичу.
14 травня 2015 року демонтували пам'ятник Леніну на центральній площі Полог. Його встановили у 1975 році напроти будівлі районного комітету Комуністичної партії України (нині — будівля Пологівського районного суду). Тоді гроші на пам'ятник збирали усім містом. Досі так і невідомо, яка була вага пам'ятника та з чого він був зроблений.
19 лютого 2016 року Пологівський міський голова Юрій Коноваленко підписав розпорядження про перейменування 48 вулиць та провулків у місті Пологи, які в рамках декомунізації мали змінити свої топонімічні назви.
У вересні 2018 року в Запорізькій області пройшла археологічна експедиція. На околицях міста Пологи проводилися археологічні розкопки. Археологами були досліджені чотири кургани бронзового століття (кінець IV — початок I тис. до н. е.). Там дослідники виявили велику кількість цінних знахідок.

### Російсько-українська війна
З 6 березня 2022 року місто Пологи окуповане російськими військами.
7 травня Сили оборони Запорізького краю повідомили, що черговою жертвою російських мародерів-окупантів стало ПрАТ «Пологівський олійноекстракційний завод». До окупації це було одне з найбільших бюджетоутворюючих підприємств Пологівського району. Росіяни вивезли готову продукцію заводу, яку підприємство готувало до відвантаження іноземним партнерам, які, до речі, відчули нестачу високоякісної української продукції.
8 травня, за інформацією місцевих жителів, російські окупанти знищили близько 20 власних військових автомобілів. Все для того, щоби не їхати на лінію фронту. При цьому прес-служба Запорізької ОВА заявила, що окупанти звинуватили у знищенні автомобілів українських партизанів.
А в 20-х числах травня українські військові 45 ОАБр показали, як виявили та знищили кілька одиниць ворожої техніки на території Пологівського олійноекстраційного заводу, використовуючи безпілотник Spectator та 2С7 «Піон».
16 червня, о 19:30, сталася пожежа на хімічному заводі «Коагулянт» у місті Пологи. На місці події працювали відповідні служби. Рятувальники локалізували займання складських приміщень площею 800 м². Майже дві години знадобилось рятувальникам аби ліквідувати пожежу. Хімічної загрози для населення міста та області не виявлено.
21 липня на російському інформагенстві «РиаНовости» вийшов відеосюжет з міста Пологи, в якому окупанти в тому числі показали стан Пологівського олійноекстракційного заводу, де вони багато разів розміщували військову техніку, склади боєприпасів та пального. В сюжеті гауляйтер Пологів такий собі Стєпан Лопатін розповідав про обстановку в Пологах, а також жаліється на пошкодження олійноекстракційного заводу. Нібито ЗСУ вже два місяці обстрілюють завод, там великі руйнування, розтікається олія, обрушилася стеля зернотоку. І взагалі «заважають» місцевим мешканцям жити в «руском мірє». При цьому гауляйтер чомусь не казав на камеру про першопричину таких дій — власне окупацію та те, що на олійноекстракційному заводі окупанти кілька разів розміщували військову техніку, склади боєприпасів та пального. Неодноразово склади з боєприпасами окупантів знищували артилеристи 45-ї бригади ЗСУ.

## Транспорт

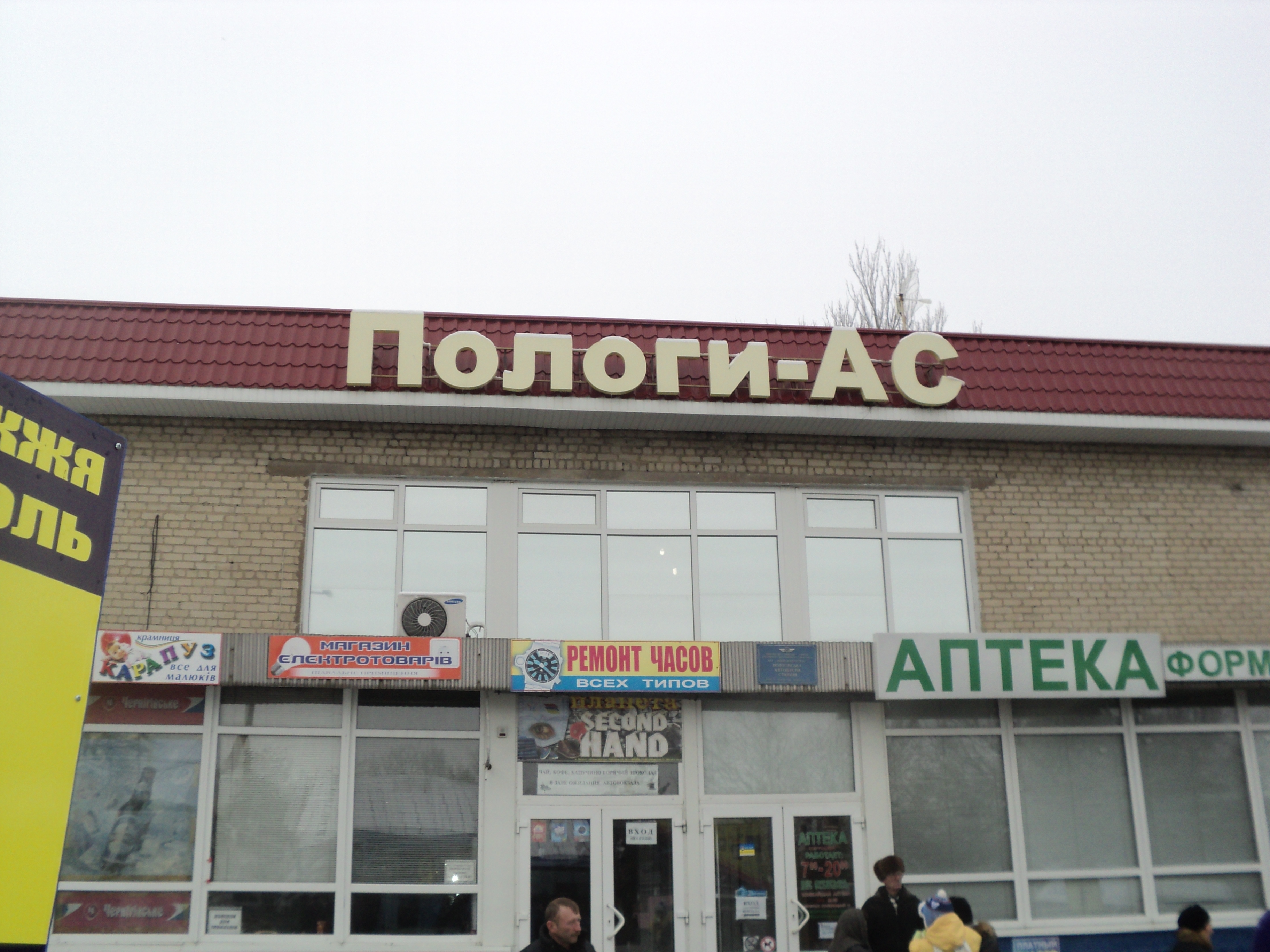
Автостанція "Пологи "

У місті розташована залізнична станція Пологи, вагонне і локомотивне депо (ТЧ-4), дистанція сигналізації та зв'язку, дистанція колії, відновлювальний поїзд. За 100 км від міста розташований Бердянський морський торговельний порт.
Зі станції Пологи щоденно курсують приміські поїзди Запоріжжя II — Пологи (2 пари на день), Пологи —Чаплине (1 пара, скасований з 18 березня 2020 року на невизначений термін), Пологи — Комиш-Зоря (2 пари). Також щоденно через станцію Пологи курсує нічний швидкий поїзд № 115/116 «Маяк» сполученням Київ — Бердянськ (через станції Запоріжжя I, Дніпро, Кам'янське), а під час курортного сезону призначається додатковий нічний швидкий поїзд № 227/228 сполученням Київ — Бердянськ через станції Чаплине, Синельникове II, Дніпро.
Через місто пролягає автомагістраль національного значення Н08 Бориспіль — Запоріжжя — Маріуполь.

## Населення
Згідно з переписом населення 2001 року 91,2 % населення Пологів становили українці, 7,2 % — росіяни.

### Зміни чисельності населення
| 1959   | 1979   | 1989   | 2001   | 2016   | 2022   |
| 16 490 | 22 873 | 25 336 | 22 206 | 19 547 | 18 111 |
| ------ | ------ | ------ | ------ | ------ | ------ |

### Національний склад
Розподіл населення за національністю за даними перепису 2001 року:
| Національність  | Відсоток |
| --------------- | -------- |
| українці        | 91.25%   |
| росіяни         | 7.23%    |
| білоруси        | 0.28%    |
| вірмени         | 0.20%    |
| болгари         | 0.18%    |
| німці           | 0.14%    |
| інші/не вказали | 0.72%    |

### Мовний склад
Розподіл населення за рідною мовою за даними перепису 2001 року:
| Мова            | Відсоток |
| --------------- | -------- |
| українська      | 90.59%   |
| російська       | 8.76%    |
| вірменська      | 0.11%    |
| білоруська      | 0.10%    |
| інші/не вказали | 0.44%    |

## Економіка
- ПАТ «Пологівський олійноекстракційний завод» (ТМ «Славія»)
- Пологівський хімічний завод «Коагулянт»
- ТОВ «Дніпрокераміка»
- ЗАТ «Мінерал»
- Пологівське вагонне депо
- Пологівська дистанція колії
- Пологівське локомотивне депо (ТЧ-4)
- Пологівська дистанція сигналізації та зв'язку
- Пологівський Комбінат хлібопродуктів, ПрАТ
- Пологівський птахокомбінат
- Монфорте, ТОВ «Завод облицювальної цегли»
- Добра глина, ТОВ «Художньо-керамічна майстерня».

## Об'єкти соціальної сфери
- Гімназія «Основа»[13].
- Колегіум № 1
- КУ Пологівський ліцей № 4
- Спеціалізована різнопрофільна школа № 2
- Міжшкільний навчально-виробничий комбінат (МНВК)
- Пологівський професійний ліцей (ПТУ № 30)
- ДЮСШ
- Дитяча школа мистецтв
- 6 дошкільних дитячих установ
- 2 будинки культури
- Центральна районна лікарня
- Вузлова лікарня станції Пологи.

## Пам'ятки

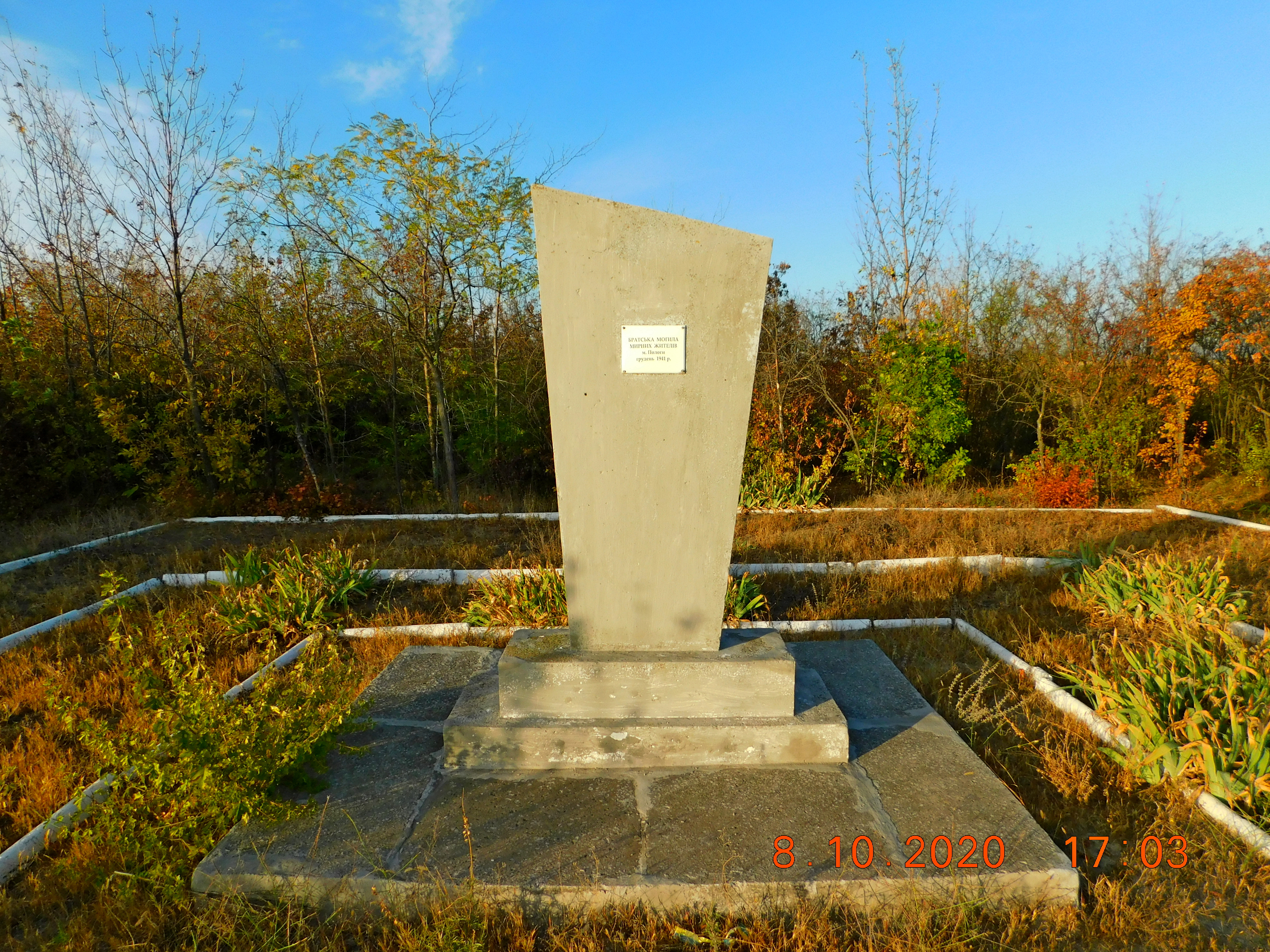
Братська могила мирних жителів міста Пологи, загиблих в грудні 1941 року.

- Братська могила мирних жителів міста Пологи, загиблих в грудні 1941 року.Пологівський краєзнавчий музей
- Паровоз-пам'ятник Ер 722-72.

## Відомі люди
Історичні особи:
- Жемчужина Поліна Семенівна — дружина В'ячеслава Молотова
- Нікіфорова Марія Григорівна (1888 —1919) — очільниця анархістів на території південного сходу України, соратниця Нестора Махна. У роки Громадянської війни одна з найпомітніших і авторитетних командирів анархістських загонів Херсонської, Катеринославської та Таврійської губерній.
- Полтавець Віктор Васильович (1925 — 2003) — український художник, народний художник України.

Сучасники:
- Козак Володимир Васильович (1959, Пологи) — український залізничник і політик.
- Сацький Олександр Степанович (1930—1986) — український кінодраматург.
- Сімоненко Людмила Василівна — директор комунального закладу «Пологівський обласний центр соціально-психологічної реабілітації дітей», заслужений працівник соціальної сфери України[14].
- Яковенко Олександр Михайлович (1929) — український радянський режисер, сценарист, журналіст.
- Чубашев Олексій (позивний — Рекрут) — український військовий журналіст, військовослужбовець, капітан Збройних сил України, учасник російсько-української війни, засновник програми «РекрутUA»
- Біла Людмила Василівна (1947—2018) — редактор газети «Пологівські вісті», Заслужений журналіст України.
- Полянський Ілля Олександрович (1999—2024) — старший лейтенант Збройних сил України, учасник російсько-української війни.
- Яцук Владислав Миколайович (1983, Пологи) — заступник Міністра молоді та спорту України.